# Cornelia von Loga
Cornelia von Loga (* 8. April 1979 in Baden-Baden) ist eine deutsche Politikerin (CDU). Seit 2023 ist sie Abgeordnete im Landtag von Baden-Württemberg.

## Leben
Von Loga wuchs in ihrer Geburtsstadt Baden-Baden auf und legte an der dortigen Klosterschule vom Heiligen Grab 1998 das Abitur ab. Von 2001 bis 2004 studierte sie an der CBS International Business School Media Business Administration; sie schloss das Studium mit dem Bachelor of Arts ab. Von 2008 bis 2010 studierte sie an der Hamburg Media School Media Business Administration; sie schloss das Studium mit dem Master of Business Administration ab. Von 1999 bis 2010 war sie als Moderatorin und Redakteurin bei verschiedenen Hörfunk-Sendern der ARD beschäftigt. 2010 wechselte sie zum Zeitverlag, wo sie bis 2011 Assistentin der Geschäftsleitung war. Von 2011 bis 2013 war sie Objektleiterin im Kunstverlag der Zeit-Verlagsgruppe. Von 2013 bis 2014 war sie Marketingleiterin des Masterstudiengangs Digital Journalism der Hamburg Media School. Von 2014 bis 2017 war sie in Elternzeit. Von 2017 bis 2019 war sie Marketingmanagerin der Geroldsauer Mühle in Baden-Baden. Von 2018 bis 2019 war sie zusätzlich Leiterin der Geschäftsstelle der CDU-Gemeinderatsfraktion Baden-Baden. Von 2019 bis 2022 war sie Pressereferentin im Büro des Landtagsabgeordneten Tobias Wald. Von 2022 bis zu ihrem Einzug in den Landtag 2023 war sie Content-Managerin bei Chemie.BW, dem Zusammenschluss der Verbände der Chemie- und Pharmaindustrie in Baden-Württemberg.
Von Loga ist römisch-katholisch, verheiratet und hat drei Kinder.

## Politik
Von Loga ist Mitglied der CDU. Seit 2019 ist sie Mitglied des Gemeinderats von Baden-Baden.
Bei der Landtagswahl in Baden-Württemberg 2021 kandidierte von Loga als Ersatzkandidatin von Tobias Wald im Landtagswahlkreis Baden-Baden. Nachdem Wald aus dem Landtag ausgeschieden war, rückte sie am 1. Dezember 2023 in den Landtag von Baden-Württemberg nach.
Von Loga engagiert sich gegen den Ausbau von Windkraftanlagen und war vor Übernahme des Landtagsmandats Mitglied in verschiedenen Organisationen wie der Bürgerinitiative Windkraftfreies Grobbachtal Baden-Baden oder der Landschafts- und Naturschutzinitiative Schwarzwald e.V.